# Victor Crivoi
Victor Crivoi (Bucarest, 25 maggio 1982) è un ex tennista rumeno.